# 2009失去的记忆
《2009失去的记忆》（韓語：2009 로스트메모리즈）是一部2002年出品的大韩民国电影。

## 故事情节
1909年朝鲜义士安重根在大清国的哈尔滨火车站刺杀伊藤博文，被日本人井上源開槍阻止。井上源因此得到重用，改变了日本的政策，在之后让大日本帝国和美国在二战中结盟。二战以美国用原子弹轰炸柏林结束，日本成了战胜国，保持了对朝鲜半岛、中国东北的统治。
2009年，在日本第三大城市京城，韩裔日本人坂本（张东健饰）是日本调查局的特务。他在调查井上博物馆被一些地下抵抗运动“自由朝鲜人”成员袭击的案件中，发现自己生活在一个架空的历史中。一个出产于中国东北的“月灵”有时间旅行的作用。井上源从前就是利用它回到1909年的。坂本和“自由朝鲜人”成员被日本调查局追杀。在“自由朝鲜人”成员逐一被杀之后，坂本在一个神殿启动“月灵”，穿梭到1909年，以阻止井上源对安重根击毙伊藤博文的干涉。坂本的同事、朋友日本人西乡也穿梭到1909年去阻止坂本，因为西乡希望保持当下的时间线，以避免其妻子的家庭在广岛原子弹袭击中丧生。
最终坂本杀死了井上源和西乡，而安重根击毙了伊藤博文。坂本在神殿炸毁了“月灵”。2009年，朝鮮半島南北统一成为经济强国，而不是日本的一部分，坂本则成了被朝鲜人景仰的民族英雄被供奉于“独立堂”。